# Dolomedes angolensis
Dolomedes angolensis är en spindelart som först beskrevs av Roewer 1955.  Dolomedes angolensis ingår i släktet Dolomedes och familjen vårdnätsspindlar.
Artens utbredningsområde är Angola. Inga underarter finns listade i Catalogue of Life.